# Carlos Vivas
Carlos Alberto Vivas González (ur. 4 kwietnia 2002 w San Cristóbal) – wenezuelski piłkarz występujący na pozycji środkowego obrońcy, reprezentant Wenezueli, od 2023 roku zawodnik Deportivo Táchira.